# Mac OS X Server 10.4
Mac OS X Server 10.4 (кодовое имя Tiger Server) — это основанная на UNIX операционная система. Является серверной версией Mac OS X Tiger. Предоставляет все преимущества, присущие UNIX-подобной операционной системе (вытесняющая многозадачность, поддержка симметричной многопроцессорности, сетевых стандартов и стандартов обеспечения безопасности, таких как IPv6, IPSec, SSL и SSH2). Mac OS X Server использует оптимизированную для сервера версию Java и новые стандарты web-служб и обеспечения безопасности. Средства удаленного администрирования позволяют производить безопасный мониторинг и администрирование ваших служб из любого места локальной сети или через Интернет.
Mac OS X Server использует архитектуру Open Directory для централизованного управления сетевыми ресурсами с помощью служб LDAP. Также включены встроенные, основанные на стандартах Интернет службы, такие как оптимизированный Web сервер Apache — для базирования высокопроизводительных защищённых динамичных Web сайтов, и QuickTime Streaming Server/QuickTime Broadcaster — для вещания мультимедиапотоков через Интернет. Mac OS X Server также располагает гибким почтовым сервером, поддерживающим POP и IMAP, а также WebMail — для доступа к электронной почте через браузер. Все службы можно настроить используя визуальные средства администрирования Mac OS X Server.
Основанная на ядре с открытым кодом и доказавших себя в деле индустриальных стандартах, таких как сетевые BSD технологии, операционная система Mac OS X Server живёт в многоплатформенном мире. Она использует собственные протоколы, позволяющие клиентам Macintosh, Windows и UNIX совместно использовать файлы и принтеры. Mac OS X Server также поддерживает совместное использование NFS через AFP, предоставляя клиентам Macintosh защищённый доступ к корпоративным файлохранилищам.

## Использование
Mac OS X Server 10.4 используется, в основном, на серверах выпускаемых компанией Apple: Xserve, Mac mini Server.
До версии 10.4.6 работает только на PowerPC процессорах, с версии 10.4.6 также работает и на Intel процессорах (Universal Binary).
Следующая версия ОС: Mac OS X Server 10.5 (Leopard Server).